# 滬港聯合
滬港聯合控股有限公司，簡稱滬港聯合控股和滬港聯合（英語：Hong Kong Shanghai Alliance Holdings Limited，港交所：1001），前身為(萬順昌集團有限公司),姚樹聲於1961年創立，現時由其兒子姚祖輝擔任主席，他的女兒姚潔莉則為執行董事及行政總裁，是一家建築及工業材料經銷商兼加工商，主營生產及銷售各類鋼鐵產品，包括鋼筋、工字鋼、工字樁、水閘板、續接器、泥釘、岩栓、各式潔具、瓷磚、卷鋼加工應用於大型家電、科技、汽車及工程塑膠樹脂。
其股份自1994年2月18日在香港交易所主板上市。廠房位於上海等。總部位於香港灣仔皇后大道東183號合和中心49樓。

## 財務狀況
2011財政年度之收入約達42億港元，較2010財政年度上升29%。

## 連結
- 官方網頁 （页面存档备份，存于）